# KVHV Leuven
Het Katholiek Vlaams Hoogstudentenverbond Leuven (KVHV Leuven) is een conservatieve, katholieke en Vlaamsgezinde Leuvense studentenvereniging. Ze behoort tot de koepel van het Katholiek Vlaams Hoogstudentenverbond en werd als Vlaamsch Verbond opgericht in 1902. Het huidige tijdschrift van de vereniging, Ons Leven, gaat echter terug tot 1888.

## Geschiedenis

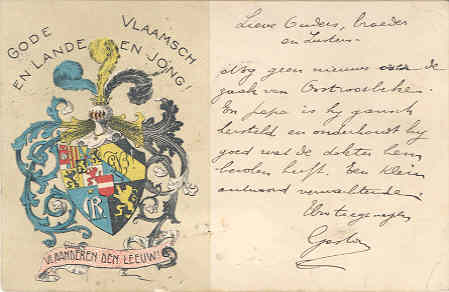
Couleurkarte van KVHV-Leuven (1905)

In 1902 splitste de unitaire Société générale des étudiants zich op in het Vlaamsch Verbond, dat uitgroeide tot KVHV Leuven, en de Fédération wallonne. Jef Van den Eynde, praeses van 1905 tot 1907, was een prominent studentenleider in deze periode. Hij zocht aansluiting bij de Duitse studententraditie, en verving onder andere de Franse calotte door een pet naar Duits model. Het Vlaamsch Verbond werd echter in 1909 door de universiteit ontbonden. Vanaf 1911, toen enkele leergangen aan de universiteit ook in het Nederlands gegeven werden, werden de activiteiten voortgezet.
Na de Eerste Wereldoorlog werden onder leiding van Edmond de Goeyse, Willem Melis en Paul Lebeau de Duitse gebruiken, die na de oorlog gevoelig lagen, aangepast aan de Vlaamse smaak en gecodificeerd. Dit streven leidde uiteindelijk tot de Studentencodex.
Aan het einde van de jaren 60 voer KVHV Leuven, onder invloed van Paul Goossens, Walter De Bock en Ludo Martens, een communistische koers die tot uiting kwam als de Studenten Vakbeweging. Hieruit groeide de latere Partij van de Arbeid. Nadien zocht KVHV weer aansluiting bij de Duitse en conservatieve traditie, door een vriendschapsverdrag met het Cartellverband der katholischen deutschen Studentenverbindungen te sluiten in 1977 en een jaar later toe te treden tot het Europäischer Kartellverband.

## Bekende Verbonders (selectie)

### Oud-praesides
- Jef Van den Eynde (1905-1907)
- Herman Wagemans (1939-1940)
- Remi Piryns (1941-1942)
- Hendrik Seghers (1952-1953)
- Wilfried Martens (1959-1960)
- Jozef Dauwe (1967-1968)
- Paul Goossens (1968-1969)
- Fernand Huts (1971-1972)
- Johan Bruyninckx (1989-1990)
- Britt Huybrechts (2022-2023)

### Overig
- Ernest Claes
- Jeroom Leuridan
- Willem Melis
- Paul Lebeau
- Eric Suy
- Walter De Bock
- Ludo Martens
- Jaak Gabriëls
- Matthias Storme
- Bart De Wever
- Barbara Pas
- Steven Vandeput
- Wouter Beke
- Hans Kluge
- Paul Byttebier